# سیارک ۷۹۱۱
سیارک ۷۹۱۱ (به انگلیسی: 7911 Carlpilcher، نامگذاری:1977RZ8) هفت هزار و نهصد و یازدهمین سیارک کشف شده‌است که در ۸ سپتامبر ۱۹۷۷ کشف شد.
قدر مطلق سیارک برابر ۱۲٫۴۰ است.